# Мексиканско-сальвадорская война
Мексиканско-сальвадорская война — боевые действия в 1823 году между войсками Мексиканской империи и ополчением провинции Сан-Сальвадор

## Предыстория
В сентябре 1821 года испанские владения в Центральной Америке провозгласили независимость. Было решено созвать весной 1822 года конгресс, который бы решил дальнейшую судьбу Центральной Америки. Однако регент Мексиканской империи Агустин де Итурбиде 29 октября 1821 года отправил письмо генерал-капитану Временной консультативной хунты Центральной Америки Габино Гаинсе с предложением о присоединении к Мексике на основе «трёх гарантий», указанных в Кордовском договоре. Гаинса согласился, и 5 января 1822 года состоялась аннексия Центральной Америки Мексикой. Однако Правящая хунта провинции Сан-Сальвадор не согласилась с этим решением, и 11 января 1822 года провозгласила независимость провинции Сан-Сальвадор.

## Ход событий
В связи с тем, что сальвадорские города Санта-Ана и Сан-Мигель признали мексиканскую аннексию, командующий войсками провинции Сан-Сальвадор Мануэль Хосе де Арсе решил первым делом вернуть их под власть правительства провинции. Санта-Ана обратился за помощью к Гаинсе, и тот направил туда 120 солдат под командованием Хосе Николаса Абоса-и-Падильи. Однако в результате сражения на равнине Эль-Эспино — первого сражения в Центральной Америке после провозглашения независимости — гватемальские войска были остановлены сальвадорцами.
Тогда Гаинса отправил новый контингент во главе с Мануэлем Арсу. 3 июня Арсу вошёл в Сан-Сальвадор и пробился к Plaza Major (главная площадь города). Девять часов сражения обернулись большими потерями для обеих сторон, множество домов были сожжены и разграблены, однако гватемальцы были вынуждены отступить. В июне 1822 года по распоряжению мексиканского императора Гаинсу в Гватемале сменил Висенте Филисола, в подчинении которого были опытные мексиканские солдаты.
10 октября 1822 года между мексиканскими и сальвадорскими представителями было достигнуто соглашение о признании права провинции Сан-Сальвадор на независимость, но император не утвердил его. 12 ноября сальвадорское правительство согласилось на аннексию, но при условии, что в провинцию не будут вводиться войска, а также, что в ней будет учреждена отдельная епископская кафедра. Филисола посчитал это проволочками, и объявил об аннексии провинции империей; тогда правительство Сан-Сальвадора аннулировало решение о вхождении в состав Мексики, и 2 декабря 1822 года официально объявило о вхождении в состав США на правах штата. 
Это заявление не остановило Филисолу. Его войска вошли в Сальвадор. 14 января 1823 года мексиканские и сальвадорские войска вступили в бой в районе Эль-Гуаябала и Гуасапы. Сам Филисола направил сальвадорскому командующему Арсе ноту с просьбой пересмотреть вопрос о присоединении к империи, но Арсе отклонил это предложение. 7 февраля мексиканские войска взяли город Мехиканос. После боев  остатки сальвадорского ополчения покинули Сан-Сальвадор вместе с серьезно заболевшим Арсе. Филисола вошёл в город Сан-Сальвадор девятого числа и на следующий день объявил провинцию аннексированной.  Правительство Дельгадо было свергнуто. 
Однако эта аннексия продлилась недолго. 25 февраля Филисола был проинформирован о революции в Мексике против Итурбиде. 6 марта Филисола покинул территорию Сальвадора. В марте 1823 года Итурбиде бежал из Мексики, и республиканские власти решили, что Центральная Америка должна сама определить свою судьбу, поэтому 29 марта Филисола, находясь в Гватемале, издал указ о созыве Конгресса провинций Центральной Америки согласно Акту о независимости от 15 сентября 1821 года. Летом 1823 года Центральная Америка, включая провинцию Сан-Сальвадор, вновь провозгласила независимость.